# Scott megye (Kansas)
Scott megye az Amerikai Egyesült Államokban, azon belül Kansas államban található. Megyeszékhelye és legnagyobb városa Scott City. Lakosainak száma 5151 fő (2020. április 1.). Scott megye Logan, Finney, Gove, Lane, Kearny és Wichita megyékkel határos.

## Népesség
A megye népességének változása:
| Lakosok száma | 4951 | 4913 | 4927 | 5035 | 4964 | 5151 |
|               | 2010 | 2011 | 2012 | 2013 | 2015 | 2020 |